# 2011 a vasúti közlekedésben
Ez a szócikk a 2011-ben történt vasúti eseményeket mutatja be.

## Események a világban
- Január 1. - Megnyílt a Csangcsun–Csilin nagysebességű vasútvonal Kínában.
- március 13. - Megnyílt a Kjúsú Sinkanszen Japánban.
- április 19. - Megnyílt Zaragoza villamosvonal-hálózata.[1]
- Június 6. - A München-Augsburg nagysebességű vasútvonal kétvágányúról négyvágányúvá bővítése befejeződött.
- június 30. – Az 1318 kilométer hosszú Peking–Sanghaj nagysebességű vasútvonalat átadták a forgalomnak, amely így a leghosszabb egyben átadott nagysebességű vasútvonal a világon.[2]
- július 23. - 2011-es vencsoui vasúti baleset Kínában.
- Augusztus 23. - Megnyílt az Ankara–Konya nagysebességű vasútvonal Törökországban.
- október 8. - Megnyílt a Taskent–Szamarkand nagysebességű vasútvonal Üzbegisztánban.
- december 11. - Megnyílt Franciaországban a LGV Rhin-Rhône nagysebességű vasútvonal.
- December 31. - Megnyílt a 9-es metróvonal Pekingben.

## Események Magyarországon
- február 15. - Megkezdődött a 480-as sorozat futópróbája. A cél 30 000 km megtétele személyszállító vonatok élén.
- április 29. - A 480 002-es-én megérkezett Magyarországra és megkezdte a futópróbáit.
- június 17. - utoljára közlekedett menetrend szerinti forgalomban Mdmot motorvonat.
- november 7. – Befejeződött a miskolci 1-es villamos Diósgyőri Gimnázium és Diósgyőr végállomás közötti szakaszának rehabilitációja.
- november 15. – Maglódon ünnepélyesen megkezdődött a 120a vasútvonal 18 állomási felvételi épületének rekonstrukciós programja.
- november 24. – Szegeden sajtótájékoztatón mutatták be a Szeged–Szabadka–Baja-vasútvonal rehabilitációjának megvalósíthatósági terveit.
- december 16. – Szegeden ünnepélyes átadással befejeződött az 1-es villamos pályájának rekonstrukciója.